# Brachydesmus velebiticus
Brachydesmus velebiticus är en mångfotingart som beskrevs av Carl Graf Attems 1912. Brachydesmus velebiticus ingår i släktet Brachydesmus och familjen plattdubbelfotingar. Inga underarter finns listade i Catalogue of Life.